# UFO Club
O UFO Club foi um famoso clube em Londres durante os anos 60, onde ocorriam diversos shows de consagradas bandas da época. O clube, no entanto, durou pouco tempo. Foi criado por Joe Boyd e John Hopkins e John Hoppy Hopkins e contou com shows de luzes, leituras de poesia, artistas de rock conhecidos como Jimi Hendrix, avant -garde arte por Yoko Ono, bem como bandas locais, como Pink Floyd e Soft Machine.
O UFO Club foi fundado por John Hopkins (mais conhecido por "Hoppy") e Joe Boyd. O clube foi inaugurado no dia 23 de dezembro de 1966.
No final do ano de 1967 Joe Boyd moveu o UFO para a Roundhouse, mas conflitos com skinheads locais e o aluguel inflacionado cobraram seu preço. O UFO terminou oficialmente em Outubro de 1967.

## História
O UFO Club foi fundado por [John Hopkins (ativista político) | John Hopkins]] (geralmente conhecido como "Hoppy") e Joe Boyd em um dancehall irlandês chamado "Blarney Club" no porão de 31 Tottenham Court Road, no âmbito do Gala Berkeley Cinema. Foi inaugurado em 23 de dezembro de 1966. Inicialmente, o clube foi anunciado como "UFO Presents Nite Tripper". Isso acontecia porque Boyd e Hopkins não podiam decidir "UFO" ou "Nite Tripper" como um nome para seu clube.